# 久下塚氏
久下塚氏（くげづかし）は、日本の氏族の一つ。具下塚氏とも記す。武蔵七党中最大勢力の集団を形成していた武士団である児玉党を構成する氏族とされ、複数ある系図の伝承では、児玉党の嫡流である庄氏より分派した氏族とされる。墓碑には公家塚とあり、本庄市西今井の前宮司家岡芹氏の墓地内にある墓碑にも公家塚とある。公家塚氏墓地は令和六年に撤去され、空き地になった。ここにあった明治十年の墓碑にも公家塚とある。なおここには江戸時代日光院と称した同氏の墓碑も存在した。

## 出自
児玉党の氏族の中でも久下塚氏は謎が多い氏族であり、伝承にも差異があり、混乱が見られる。児玉党の本宗家となった本庄氏が居館を築く（13世紀）以前から児玉郡の北堀村の字久下塚（現在の埼玉県本庄市北堀）に土着していた一族とされる。まず、諸々ある『武蔵七党系図』の一つには、「庄太郎家長の子、本庄二郎左衛門家次の弟、久下塚庄二郎弘定、その子、若泉太郎左衛門弘能、その子、木西左近四郎経季なり」とある。家次の弟は本庄時家であり、北堀に居館を築いたため、久下塚氏と混同されたものと考えられる（本庄氏は北堀村の字本田に館を築いたものと推定されている）。無理やり児玉党の本宗家一族に系譜を繋げた観があり、また、弘定の孫が「木西（牧西）氏」を称した事になっている。木西四郎とは、牧西四郎弘季（庄太夫弘高の子息）を指すものと考えられる。諸々ある別の七党系図では、庄二郎弘定は弘高の次男とあり、牧西四郎弘季とも兄弟であると記述されており、一方の七党系図とは明らかに食い違う伝承となっている。「弘」の字の継承（通し名）から考慮しても、牧西氏の系図（家長ではなく、弘高を父とする）の方が信憑性はある。とは言え、どの『武蔵七党系図』も信憑性の高い系図とは言えない。最近の系図研究の結果、家長と弘高が兄弟であった可能性が高い事は判ってきているので、弘定が鎌倉時代前期の人物と言う事はわかる。牧西氏系図の伝承通りであるのなら、久下塚氏は、庄氏、四方田氏、牧西氏と同族と言う事になる（児玉氏 → 庄氏 → 久下塚氏）。本当に同族であったかは疑わしい点もあり、断定はできない。実在した物的証拠＝遺物が出土していない現状では判断も保留となる。久下塚 弘定と言う人物が、複数の系図から確認できる以上、実在した人物だとは考えられるが、通称の二郎は疑わしい点がある。
久下塚氏が児玉党の中でも謎が多い氏族とされる所以は、多くの系図に名が残されているにもかかわらず、他の兄弟達と違って、『平家物語』や『吾妻鏡』などの軍記物に一切登場しない事と、四方田氏や牧西氏の居館跡が本庄市内で発見されているにもかかわらず、久下塚氏の居館跡は現在に至っても発見されていない事があげられる。伝承によると、弘定の子息である久下塚本太郎親弘は現在の加須市久下（当時の武蔵国北東部）に居住し、館を築いたとされ、早くから児玉郡を去っていた可能性もある（加須市内には久下塚氏の居館跡がある）。なお北堀村の久下塚の地は、戦国時代では、本庄藤三郎の遺児、松寿丸の所領となっている。
一党一族と言う概念の下、同族意識によって結束力を高めていた武士団だが、必ずしも同族とは限らない事から、『武蔵七党系図』に載る久下塚氏の流れも信憑性は低い。
　公家塚氏は明治のかなり早い段階で北堀村久下塚(当時は北泉村以前の小茂田も入った戸長役場時代。現本庄市北堀字久下塚)から遼東半島大連に移転していた。久下塚の墓碑は明治十年の神道改宗後唯一の墓碑が最後で、これにすでに住所が大連とあった。墓碑は始末されて現存しない。また、拓本も本庄市文化財保存課に提案したものの多忙を理由に取られなかった。表は隷書の見事な墓碑であった。ここの墓碑から、公家塚氏は江戸時代日光院を称していたのはわかるが寺の伝承がない。東今井の光祥院は神道に改宗した家であり、「ほーいんさま」といわれる家であるが寺がなく、屋敷の中に不動尊のお堂がある。多分これと同じようなことと思われる。なお屋敷の東北に東今井の八幡様の跡があるらしい。合祀で西今井に移転された。昭和まで日光院の記憶はあったようで、児玉郡誌に書かれている。早い移住のため令和四年現在九十の人に間接的に聞いたが屋敷の位置すらわからなかった。痕跡も見当たらず、不在地主で農地解放もあり、公家塚古墳をしょっちゅう崩してへこみを埋めた話を古老がしはじめたのでこれで痕跡が消えた可能性がある。飯玉神社後背地に高まりがあるものの昭和八年北泉村横断道の道路となりその道路工事以前が判明しないので何ともいえない。これは村の東であるが、西の境目に隣する同氏墓地の南に墓地がちらほらあり、北に公家塚古墳、東に不動尊があるため、また飯玉神社の飛び地境内地が古墳であったためここであろうと思われるが、江戸初期の西隣の東富田村の記録だとこの場所が久下塚ではない可能性もあり、不明としか言いようがない。最後の公家塚氏は昭和末期に没し、娘二人のため絶家となった。納骨は三十年なされず都内に預けられていたが、令和六年に公家塚氏墓地撤去とともに美里町小茂田の北向神社合祀墓にようやく納骨された。明記はされていない。

## 備考
- 本庄市内で居館跡が発見されていないために、誤解が広まっているが、久下塚氏の発祥地は現在の本庄市であって、加須市ではない。大字北堀の字久下塚に土着していたからこそ生じた氏であって、久下村から生じるはずもない。そのため、弘定の子息である親弘が久下村に土着して久下塚を称したとする伝承も誤伝であると考えられる。久下塚氏祖は庄弘定であり、本来の伝承は、親弘が久下村に土着して久下氏祖になった、と言うものだったと考えられる。
- 軍記物などの資料に久下塚氏一族の活躍が記述されていないために、考察は限られているのが現状である。加えて、どのような経緯で武蔵国北西部から北東部へ移住したのか、その伝承すらない。文献的資料・伝承・物的証拠の三面において、謎が深い事に変わりがない。戦歴と武功が分からない以上、本当に武家として活躍していたのかも怪しい。参戦していれば、武功がなかったとしても伝承として残る。それとも意図して久下塚氏の記録を残さなかったのか。武蔵国北東部に進出していなかった児玉党が勢力拡大の意図をもって移住させたと考える事もできる（弘定の代の児玉党は上州へ活発に進出している）。